# Kim Seong-min (zapaśnik)
Kim Seong-min – południowokoreański zapaśnik w stylu klasycznym. Zdobył brązowy medal na igrzyskach azjatyckich w 1986. Mistrz Azji w 1987 roku.